# Fred Clarke
Fred Clifford Clarke (Winterset, 3 ottobre 1872 – Winfield, 14 agosto 1960) è stato un giocatore di baseball e allenatore di baseball statunitense di ruolo esterno nella Major League Baseball (MLB). È stato introdotto nella National Baseball Hall of Fame nel 1945.

## Carriera
Clarke giocò e fu il manager dei Louisville Colonels e Pittsburgh Pirates. Dei nove titoli della National League della storia di Pittsburgh, quattro furono portati da Clarke. Assieme ad altri due Hall of Famer come Honus Wagner e Vic Willis portarono i Pirates alla vittoria sui Detroit Tigers di Ty Cobb nelle World Series del 1909. Clarke ebbe una media in battuta di oltre .300 in undici stagioni e la sua striscia di 35 gare consecutive con una valida fu la seconda della storia della MLB durante quegli anni. Rimane tutt'oggi l'11ª di tutti i tempi. Per sei anni, inoltre, Clarke detenne il record della Major League per maggior numero di vittorie da parte di un manager.

## Palmarès
- World Series: 1

Pittsburgh Pirates: 1909 (come giocatore e allenatore)